# L'Abbé Stock, le passeur d'âmes
Pour plus de détails, voir Fiche technique et Distribution.

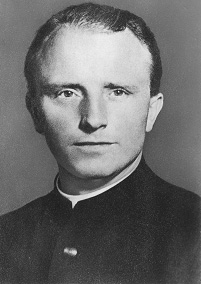
Franz Stock.

L'Abbé Stock, le passeur d'âmes est un documentaire français réalisé par Jacques Dupont et diffusé pour la première fois le 10 novembre 1992 sur France 3.

## Synopsis
Ce documentaire raconte l'histoire du prêtre allemand Franz Stock.
En 1940, Franz Stock est recteur de la paroisse allemande de Paris. À sa demande, il devient aumônier des prisons et accompagne les résistants français fusillés au Mont Valérien. En 1944, il rejoint volontairement ses compatriotes prisonniers et fonde au sein des camps le Séminaire des Barbelés. 
Franz Stock est un apôtre de la réconciliation, de la paix et du renouveau spirituel de l’après-guerre.

## Fiche technique
- Réalisateur : Jacques Dupont
- Scénariste : Jacques Dupont
- Musique : Joël Fajerman
- Dates de diffusion : le 10 novembre 1992 sur France 3
- Société de Production: Média Films TV, France 3, Tellux-Film, Eural
- Pays d'origine :  France
- Durée : 90 minutes

## Distribution
- Christoph Moosbrugger
- Charles Charras
- Dietmar Schönherr
- Volker Marek : Médecin-Chef Salpêtrière
- Michael Lonsdale : Voix parlée

## Produits dérivés
- 1993 : VHS édité par Citel
- 2008 : DVD édité par Citel